# Дурасовская 2-я
Дурасовская 2-я — деревня в Холмогорском районе Архангельской области.

## География
Находится в центральной части Архангельской области на расстоянии приблизительно 16 км на запад-северо-запад по прямой от районного центра села Холмогоры на левом берегу протоки Койдокурка реки Северная Двина.

## История
Известна с 1776 года, когда здесь была построена Никольская церковь (ныне заброшена). В 1859 году здесь (тогда деревня Архангельского уезда Архангельской губернии) было учтено 10 дворов, в 1905 — 24. До 2022 года входила в Койдокурское сельское поселение до его упразднения.

## Население
Численность населения: 69 человек (1859 год), 115 (1905), 23 (русские 91 %) в 2002 году, 12 в 2010.